# Google Play
Google Play ou Google Play Store (inicialmente chamado Android Market) é um serviço de distribuição digital oficial do sistema operacional Android de conteúdos digitais, como: aplicativos, jogos eletrônicos, filmes, programas de televisão, músicas e livros, desenvolvido e operado pela Google.
As aplicações do Google Play estão disponíveis de graça ou a um custo. O conteúdo pode ser baixado diretamente de um dispositivo com o sistema Android ou em um computador caso o usuário tenha o Google Play Games Beta para computadores através do site ou app da Google Play. Estas aplicações podem ser direcionadas para usuários com base em um atributo particular de hardware de seu dispositivo, como um sensor de movimento (para os movimentos dependentes de jogos) ou uma câmera frontal (para chamadas de vídeo online).
O Google Play foi lançado em 6 de março de 2012, unificando as marcas Android Market, Google Play Music e a Google Play Books sob uma única marca, modificando a estratégia da Google em relação a distribuição de conteúdo digital.

## Conteúdos

### Aplicativos
Aplicativos gratuitos e pagos estão disponíveis na Google Play Store e podem ser instalados no seu dispositivo ou no site do Google Play. Os usuários também podem instalar aplicativos por meio do site do desenvolvedor ou por meio de lojas alternativas de distribuição digital. Os aplicativos podem ser atualizados automaticamente se o usuário especificar, ou podem ser atualizados manualmente, um por um.
Em 17 de março de 2009, havia aproximadamente 2.300 aplicativos disponíveis no Android Market, de acordo com o CTO da T-Mobile, Cole Brodman.  Em 10 de maio de 2011, durante o Google I/O, o Google anunciou que o Android Market tinha 200.000 aplicativos listados e que foram instalados 4.500.000.000 vezes. 
| Ano  | Mês      | Aplicações disponíveis | Downloads até o momento |
| ---- | -------- | ---------------------- | ----------------------- |
| 2009 | Março    | 2300                   |                         |
| 2009 | Dezembro | 16.000                 |                         |
| 2010 | Março    | 30.000                 |                         |
| 2010 | Abril    | 38.000                 |                         |
| 2010 | Agosto   | 80.000                 | 1 bilhão                |
| 2010 | Outubro  | 38.000                 |                         |
| 2011 | Maio     | 200.000                | 4,5 mil bilhões         |
| 2011 | Julho    | 250.000                | 6 bilhões               |
| 2011 | Outubro  | 319.000                |                         |
| 2011 | Dezembro | 380 297                | 10 bilhões              |
| 2012 | Janeiro  | 400.000                |                         |
| 2012 | Outubro  | 675.000                |                         |
| 2013 | Janeiro  | 800.000                |                         |
| 2013 | Julho    | 1.000.000              | 50 bilhões              |

### Google Play Livros
O Google Play Livros é um aplicativo móvel que permite ler livros digitais.  Foi desenvolvido pelo Google em fevereiro de 2011. Em 15 de maio de 2013, o Play Livros foi atualizado, adicionando a capacidade dos usuários de enviar arquivos nos formatos PDF e EPUB. O Play Livros está atualmente disponível em 44 países.  Está disponível no Android Auto.

### Google Play Games
O Google Play Games é um serviço e aplicativo desenvolvido para Android e a web que adiciona multijogador em tempo real, conquistas, tabela de classificação e armazenamento em nuvem. Ele também economiza espaço no seu dispositivo depois de baixar jogos compatíveis com este serviço. O serviço foi revelado no Google I/O 2013, e o aplicativo foi lançado em 24 de julho daquele ano no evento "Café da Manhã com Sundar Pichai". Também é encontrado no Android TV.
Recursos:
- Perfil do Jogador
- SDK para salvar e restaurar o jogo
- Troféus e conquistas
- Sistema multijogador
- Sistema de níveis de jogador baseado em XP.
- Sistemas de amigos.

### Google Notícias
O Google Notícias (anteriormente conhecido como Google Currents, Google Play Banca e Google Notícias e Clima) oferece assinaturas de revistas e jornais de notícias em alguns países, incluindo Estados Unidos, Austrália, Canadá e Reino Unido, por meio dos aplicativos Google Currents e Google Play Revistas. Em 20 de novembro de 2013, o Google Play Revistas e o Google Currents foram combinados no Google Play Banca, um aplicativo que combina os serviços de ambos os aplicativos em um único produto. O Google Play Banca mudou de nome para Google Notícias.

### Google TV
O Google TV (anteriormente conhecido como Google Play Filmes e TV) é um serviço do Google que permite assistir a filmes e programas de TV comprados no Google Play. Os filmes podem ser comprados ou alugados, enquanto temporadas ou episódios de séries não estão disponíveis para aluguel; elas só podem ser compradas. Os usuários têm a opção de baixar conteúdo para visualização posterior sem conexão com a Internet. O Google TV está disponível em mais de 60 países, embora os recursos sejam limitados na maioria (um exemplo: Argentina). A série está disponível apenas nos Estados Unidos, Japão, Austrália e Reino Unido.
O serviço pode ser acessado por meio de um navegador da web e smartphone ou tablets com Android, iOS e iPad, e o aplicativo está disponível em uma versão anterior para Smart TVs, tanto Android TV quanto tvOS .
A partir de outubro de 2021, o aplicativo Google TV oferecerá um serviço de controle remoto virtual para Android TV e Google TV, substituindo o serviço de controle remoto anterior. Além disso, o aplicativo Google TV serve como um guia para os usuários na busca por conteúdo e exibe recomendações com base nos serviços vinculados, assim como o sistema Google TV.

### Google Play Music
O Google Play Music era um serviço de armazenamento e sincronização de músicas baseado em nuvem e uma loja de música online lançada em 2011. Após ser oficialmente anunciado durante a conferência de desenvolvedores Google I/O em 10 de maio de 2011, o serviço permite o armazenamento gratuito de suas próprias músicas, até um total de 50.000, que, quando sincronizadas na nuvem, podem ser acessadas de qualquer lugar. Ele também permite que você ouça música via streaming, serviço que antes era oferecido por assinatura.
O serviço era acessível via navegador, cliente de desktop e smartphones Android, embora também pudesse ser acessado de outros sistemas operacionais móveis, desde que suportassem Adobe Flash.  Este serviço não está mais disponível desde o final de 2020. Ele foi descontinuado porque o Google já tinha outro serviço semelhante ao Play Music: o YouTube Music.

## História
O Google Play é originário de três produtos diferentes: Android Market (atualmente Google Play Store), uma loja de aplicativos móveis para o sistema operacional Android existente desde 28 de agosto de 2008, Google Play Music, o serviço de distribuição digital de músicas do Google, e o Google Play Books, a loja de e-books da empresa.
Em 6 de março de 2012, a Google anunciou a unificação desses três produtos, sob a marca Google Play. Além disso, em março de 2012 foi aumentado o tamanho máximo permitido de um aplicativo, dando aos desenvolvedores de aplicativos um total de 4 gigabytes.
Em março de 2013, o Google começou a retirar aplicativos que bloqueiam anúncios da Play Store.
Em maio de 2014 foram aceitos pagamentos via PayPal.
Em março de 2016 o Google Play Games permitiu testar jogos de graça. Qualquer usuário pode iniciar o aplicativo e jogar por 10 minutos através do navegador. Não é necessário baixar e instalar a versão de avaliação.
Em maio de 2016, foi anunciado que a loja, incluindo todos os aplicativos para Android, estariam disponíveis para o Chrome OS.
Em julho de 2017, foi lançado o antivírus Google Play Protect.
Em julho de 2018, o Google Play proibiu aplicativos de mineração de criptomoedas. Ao mesmo tempo, carteiras de criptomoedas permanecem permitidas.
Em abril de 2020, o Google Play lançou uma nova seção infantil, «Teacher Approved». O que inclui aplicativos que atendem a padrões mais elevados e são aprovados por professores.

## Classificação de aplicativo
O Google Play, assim como sua concorrente App Store, tem um sistema de classificação etária, mas desde 8 de junho de 2015, os aplicativos são classificados por sistemas de classificação etária de diferentes regiões e países, desde que não sejam substituídos por padrões como ESRB ou PEGI.
- Para todos: conteúdo sem restrições de idade (equivalente a 4+ na App Store)
- Baixa maturidade: recomendado para idades de 6 ou 7 anos (equivalente a 9+ na App Store)
- Maturidade média: recomendado para maiores de 12 anos (equivalente a 12+ na App Store)
- Alta maturidade: recomendado para maiores de 17 anos (equivalente a 17+ na App Store)

Há também a classificação não classificada dada aos aplicativos  isentos de classificação, que foi introduzida em 2015.

## Desenvolvedores
A grande novidade que o Google Play traz preocupa os desenvolvedores: eles poderão disponibilizar seus conteúdos em um serviço aberto, o serviço do Google que oferece um sistema de feedback e classificação semelhante ao YouTube. Os desenvolvedores terão um ambiente aberto e desimpedido para disponibilizar seu conteúdo. O conteúdo pode ser carregado no mercado após três etapas: registrar-se como comerciante, carregar e descrever seu conteúdo e publicá-lo. Para se registrar como desenvolvedor e enviar aplicativos, você deve pagar uma taxa de registro (US$ 25,00) com cartão de crédito (via Google Checkout). 
Os desenvolvedores de aplicativos pagos recebem 70% do preço total do aplicativo, enquanto os 30% restantes vão para as empresas. A receita do Google Play é paga aos desenvolvedores por meio de suas contas do Google Checkout. O Google anunciou recentemente que reduzirá a taxa de comissão para 15%.

### Disponibilidade para desenvolvedores
Inicialmente, apenas desenvolvedores nos Estados Unidos e no Reino Unido tinham suporte para publicação de aplicativos pagos. O Google agora expandiu essa lista com países como Áustria, França, Alemanha, Itália, Espanha e Países Baixos. Por outro lado, a lista de países com disponibilidade de desenvolvedores que podem distribuir aplicativos gratuitos é: Alemanha, Austrália, Áustria, Chéquia, Espanha, Estados Unidos, França, Itália, Países Baixos, Polônia, Reino Unido, Singapura e Venezuela.

## Concorrência e aliados
As lojas online estão cada vez mais em ascensão, principalmente quando se trata de lojas de aplicativos para celulares. Não é surpresa que as principais plataformas móveis estejam optando por criar portais onde você pode baixar ou comprar todos os aplicativos possíveis. Entre elas falamos de duas das mais importantes, a App Store da Apple e a Google Play do Google, mas também existem outras como a Samsung Galaxy Store da Samsung , a AppGallery da Huawei, a Nokia Store da Nokia, o Market Place da Toshiba, App World, Blackberry e Windows Store da Microsoft,  App Store da Amazon, Palm App Catalog e SlideME.
O desenvolvimento de aplicativos para iPhone está se tornando cada vez mais difícil de acessar devido à política de aceitação de aplicativos altamente restritiva da Apple. O Google Play, por outro lado, não faz muitas exceções para aplicativos, aceitando todos os aplicativos, sejam eles próprios ou de desenvolvedores, graças à sua ferramenta Android SDK.
Em termos de downloads, o Google Play ultrapassou a App Store em termos de downloads desde junho de 2013 e, em 2014, ultrapassou a App Store, a loja de aplicativos da Apple, em termos de número de aplicativos oferecidos no Google Play.

## Google Play no Android
A Google Play vem pré-instalada apenas em aparelhos certificados, permitindo o acesso ao conteúdo digital, incluindo aplicativos, jogos, filmes, músicas e livros.
A loja filtra o conteúdo disponível de acordo com o país e o aparelho Android do usuário. Desenvolvedores podem utilizar tecnologias específicas, como o GPS, ou apenas versões específicas do sistema operacional Android (como o Android Nougat).

## Segurança
Google relata que em 2015 começou a digitalizar 6 bilhões de pedidos todos os dias para elementos (aplicativos) potencialmente prejudiciais. Há a detecção de 0,15% de aplicações nesta categoria, que foram alienadas na App Store. O percentual aumenta para 0,5%, quando há aplicativos instalados estão incluídas no Google Play. Estas percentagens são relativamente estáveis ao longo dos anos. Entre as suas políticas para promover a segurança, o Google adicionou criptografia de disco e oferecer recompensas a quem encontrar a falha com a distribuição de aplicações.
Em julho de 2018, a Google começou a proibir aplicativos de mineração de criptomoedas.

## Controvérsias

### Questões de patentes
O Google Play pode ser patenteado sob a patente americana 6857067. Desenvolvedores que usam o Google Play estão sendo processados por isso.

### Epic Games vs Google Play
Em novembro de 2023, um juiz dos EUA ordenou que a Google, controladora da Alphabet, reformulasse seu negócio de aplicativos móveis para dar aos usuários do Android mais opções para baixar aplicativos e fazer transações neles. Esta decisão veio após um veredicto do júri em favor da Epic Games, criadora do popular jogo Fortnite.
O juiz distrital dos EUA, James Donato, baseado em São Francisco, emitiu uma ordem afirmando que, por um período de três anos, o Google não pode proibir o uso de métodos de pagamento em aplicativos e deve permitir que os usuários baixem plataformas ou lojas de aplicativos de terceiros concorrentes. Além disso, a ordem restringe o Google de fazer pagamentos aos fabricantes de dispositivos para pré-instalar sua loja de aplicativos e de compartilhar a receita gerada pela Play Store com outros distribuidores de aplicativos.
Após a decisão, as ações da Alphabet caíram 2,2%. Donato também indicou que a Epic e o Google deveriam estabelecer um comitê técnico de três pessoas para implementar e supervisionar a ordem. A Epic ou o Google poderão escolher um membro, e esses dois então selecionarão um terceiro membro.
O Google indicou sua intenção de apelar da decisão que levou à liminar e pode pedir ao Tribunal de Apelações dos EUA para o Nono Circuito que suspenda a ordem de Donato enquanto o recurso estiver pendente. A ordem do juiz entrará em vigor em 1º de novembro de 2023, dando tempo ao Google para "colocar seus acordos e práticas atuais em conformidade".  Cerca de um mês após os processos judiciais da Epic, a empresa juntou-se a outras empresas tecnológicas mais pequenas, como a Match.com e a Spotify, para criar a Coalition for App Fairness, um grupo de defesa para desafiar as práticas da Apple e da Google nas suas respectivas lojas de aplicações.
O processo da Epic, aberto em 2020, acusava o Google de monopolizar o acesso do consumidor a aplicativos em dispositivos Android e controlar como as transações no aplicativo são conduzidas. A Epic convenceu com sucesso um júri em dezembro de 2023 de que o Google havia sufocado ilegalmente a concorrência por meio de seu controle sobre a distribuição de aplicativos e pagamentos, levando à liminar de Donato. O Google pediu ao juiz que rejeitasse as reformas propostas pela Epic, argumentando que elas eram caras, excessivamente restritivas e poderiam prejudicar a privacidade e a segurança do consumidor. O juiz rejeitou amplamente esses argumentos durante uma audiência em agosto daquele ano.
Em um caso antitruste separado em Washington, o juiz distrital dos EUA Amit Mehta decidiu a favor do Departamento de Justiça dos EUA em 5 de agosto de 2024, afirmando que o Google havia monopolizado ilegalmente a pesquisa na web, gastando bilhões para se tornar o mecanismo de pesquisa padrão da internet. O Google também iniciou uma ação judicial em setembro em um tribunal federal da Virgínia, em um processo do Departamento de Justiça, sobre seu domínio no mercado de tecnologia de anúncios.

### Sistema de faturamento do Google Play
O Sistema de Faturamento do Google Play (GPBS) tem sido alvo de controvérsia devido a alegações de práticas anticompetitivas do Google. Em outubro de 2020, a empresa implementou uma política exigindo que os desenvolvedores de aplicativos usassem seu sistema de cobrança para compras no aplicativo, gerando críticas de desenvolvedores e reguladores.
Em outubro de 2022, a Comissão de Concorrência da Índia (CCI) multou o Google em 936,44 de rúpias de crore por abusar de sua posição dominante no mercado, forçando os desenvolvedores a usar seu sistema de pagamento. Esta foi a segunda multa imposta ao Google por práticas anticompetitivas, tendo recebido anteriormente uma penalidade de 1.338 milhões de rúpias relacionada ao seu sistema operacional Android.
Os desenvolvedores expressaram sua insatisfação com as políticas do Google e da Apple, argumentando que proibir sistemas de cobrança de terceiros limita a concorrência e prejudica sua receita. O Google, por sua vez, defende seu modelo de negócios, ressaltando que a implementação de sistemas de terceiros pode resultar em perda de receita de comissões.
Em resposta à pressão dos reguladores e às críticas dos desenvolvedores, o Google anunciou em 2021 uma redução em sua comissão padrão de 30% para 15% para o primeiro US$ 1 milhão em receita anual do desenvolvedor. Além disso, em outubro de 2021, a empresa introduziu mudanças adicionais em seu modelo de preços, reduzindo as comissões para assinaturas e certos setores para 15% e 10%, respectivamente.
O TPI ordenou que o Google não restrinja os desenvolvedores de usar sistemas de pagamento de terceiros e não discrimine aplicativos em sua plataforma. Também foi solicitado que fossem removidas as disposições "anti-steering" que impedem os desenvolvedores de criar links para sites externos para a compra de bens virtuais. O Google respondeu a essas instruções afirmando seu compromisso com os desenvolvedores e revisando as decisões do ICC para avaliar seus próximos passos.